# Jāzeps Mediņš
Jazeps Medins (født 13. juni 1877 i Kaunas, Litauen, død 12. juni 1947 i Riga, Letland) var en lettisk komponist, lærer, rektor og dirigent.
Medins studerede komposition og direktion på Musikkonservatoriet i Riga, og blev senere lærer i komposition og direktion og med tiden rektor på samme institution. Han har skrevet 3 symfonier, orkesterværker, koncertmusik, symfoniske digtninge, suiter, kammermusik, operaer, kantater, vokalmusik, solo stykker for mange instrumenter etc. Han dirigerede mange symfoniorkestere i Letland og det daværende USSR (i dag Rusland). Han er bror til komponisterne Janis Medins og Jekabs Medins.

## Udvalgte værker
- Symfoni nr. 1 (1922) - for orkester
- Symfoni nr. 2 "Forår" (1937) - for orkester
- Symfoni nr. 3 (1941) - for orkester
- Violinkoncert (?) - for violin og orkester
- Cellokoncert (?) - for cello og orkester
- "Hjemmehørende Landskab" (?) - for orkester